# Kalmgatan

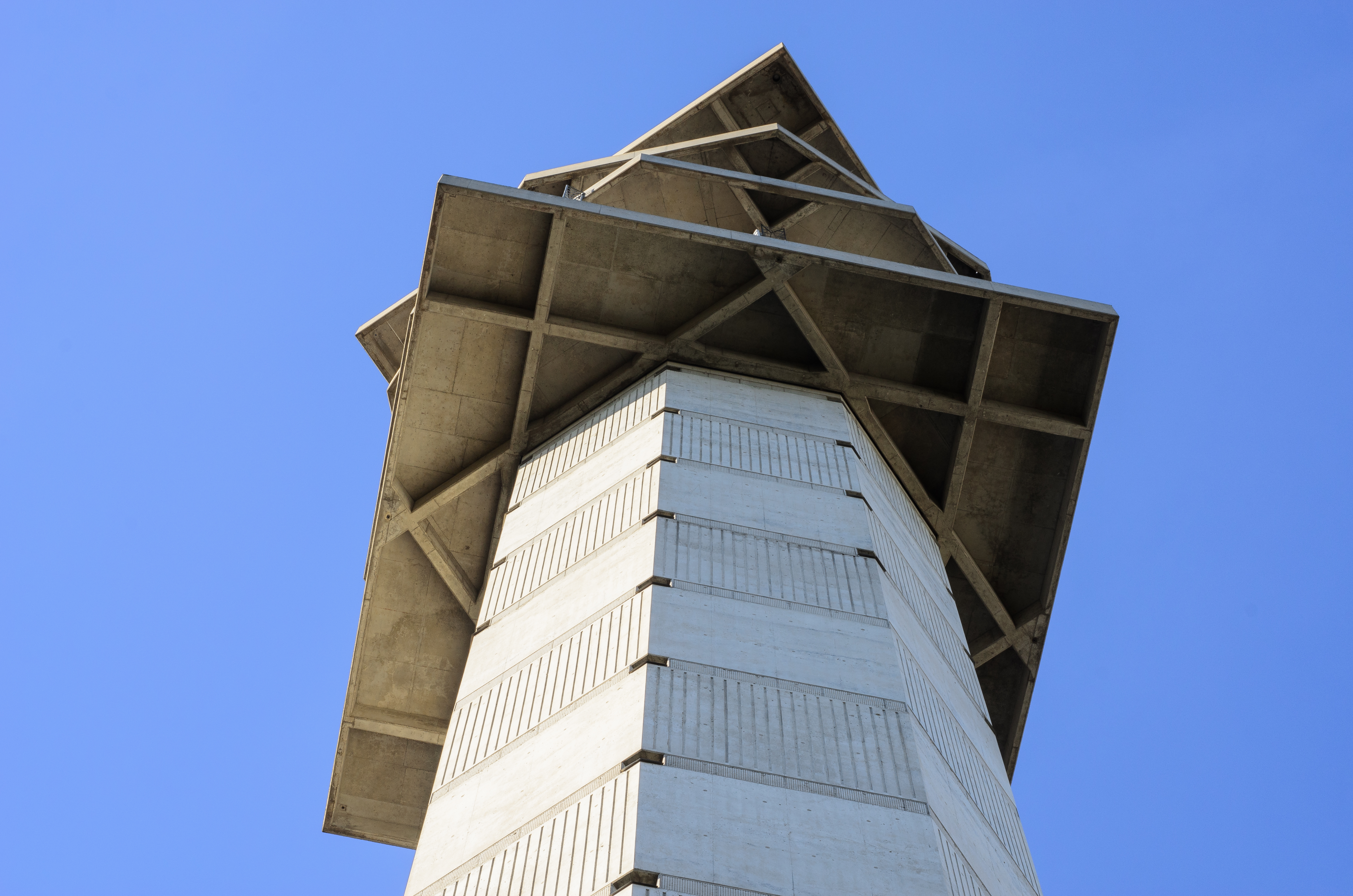
Hammarbytornet med adress Kalmgatan 37A.

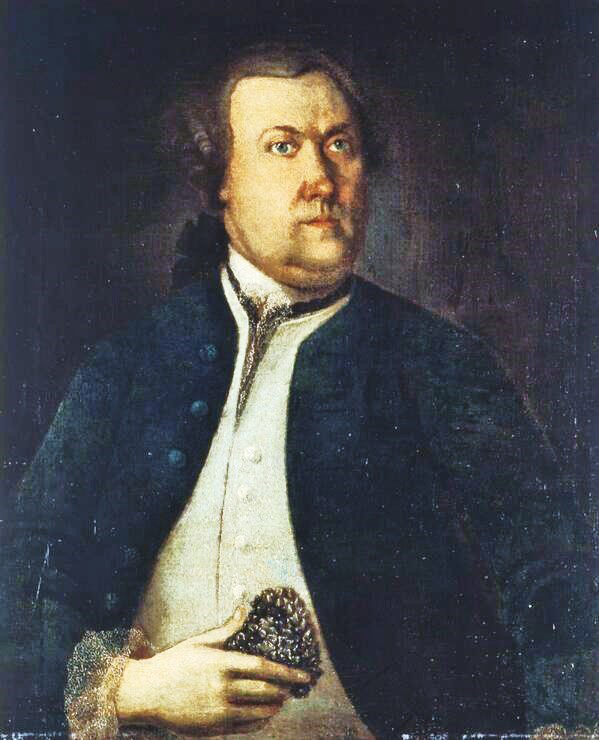
Porträtt av Pehr Kalm.

Kalmgatan är en gata i Hammarbyhöjden i sydöstra delen av Stockholms kommun. Gatan är en smalhusstadsliknande väg med tidstypiska 1930- och 1940-tals hus. Det finns även en utbyggnad av gatan från 1989. Gatans postort är Johanneshov.
Gatan fick sitt namn 1932 efter Pehr Kalm som var en svensk botaniker, präst och ekonomisk publicist, professor i ekonomi vid Åbo Akademi, och en av Carl von Linnés apostlar. 